# PostmarketOS

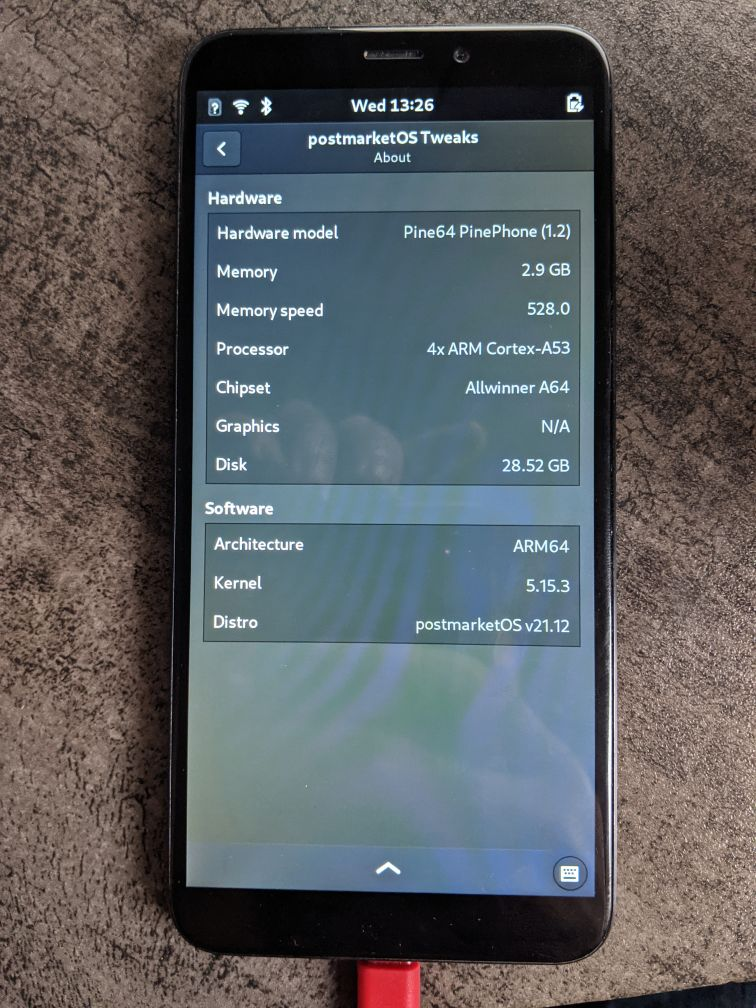
PostmarketOS rodando em um celular

PostmarketOS é um sistema operacional baseado em Alpine Linux, projetado para dispositivos móveis, como smartphones e tablets, com foco em oferecer uma alternativa de código aberto e com suporte de longa duração. Visando estender a vida útil de dispositivos antigos, permite que usuários instalem um sistema operacional moderno e personalizável.